# Pseudorhipidionina
Pseudorhipidionina es un género de foraminífero bentónico de la subfamilia Praerhapydionininae, de la familia Soritidae, de la superfamilia Soritoidea, del suborden Miliolina y del orden Miliolida. Su especie tipo es Rhipidionina casertana. Su rango cronoestratigráfico abarca el Cenomaniense (Cretácico superior).

## Clasificación
Pseudorhipidionina incluye a las siguientes especies:
- Pseudorhipidionina casertana †
- Pseudorhipidionina murgiana †